# Chadshunt
Chadshunt – wieś i civil parish w Anglii, w Warwickshire, w dystrykcie Stratford-on-Avon. W 2001 civil parish liczyła 66 mieszkańców. Chadshunt jest wspomniana w Domesday Book (1086) jako Cedelehunte.